# Golden Games
Golden Games war eine deutsche Computerspielfirma mit Sitz in Hannover. Die Firma wurde 1986 von Dieter Eckhardt und Holger Gehrmann (1968–2008) gegründet und bestand bis ca. 1988.
Der damals 19-jährige Dieter Eckhardt übernahm dabei überwiegend das Produktmanagement. Der damals 18-jährige Holger Gehrmann entwickelte einen wesentlichen Teil der Software. Der Vertrieb lag überwiegend bei der Firma Micro-Händler, einem Ableger der Firma Rushware, Kaarst (heute THQ). Trotz einiger erfolgreicher Spiele geriet die Firma 1987 wegen schwerer Managementfehler in erhebliche Geldnot. Die beiden Gründer zerstritten sich und Holger Gehrmann verließ das Unternehmen, um mit einem neuen Partner die Firma reLINE Software zu gründen.
Dieter Eckhardt setzte die Geschäfte mit neuen Partnern fort, bis Ende des Jahres 1987 Produktion und Vertrieb endgültig eingestellt werden mussten. Insgesamt wurden ca. 30 Spiele veröffentlicht, wobei Hollywood Poker das bekannteste war und eine Auflage von mehr als 100.000 Stück erreichte.

## Bekannte Titel
- Hollywood Poker (Amiga, Atari ST, Commodore 64, ZX Spectrum)
- Extensor
- Operation HongKong
- Tronic
- Amegas
- Drum Studio